# 邵陽県
邵陽県（しょうよう-けん）は中華人民共和国湖南省邵陽市に位置する県。

## 行政区画
- 鎮：塘渡口鎮、白倉鎮、金称市鎮、塘田市鎮、黄亭市鎮、長陽鋪鎮、岩口鋪鎮、九公橋鎮、下花橋鎮、谷洲鎮、酈家坪鎮、五峰鋪鎮
- 郷：小渓市郷、長楽郷、蔡橋郷、河伯郷、黄荊郷、諸甲亭郷、羅城郷、金江郷